# Mandić Selo
Mandić Selo is een plaats in de gemeente Vojnić in de Kroatische provincie Karlovac. De plaats telt 94 inwoners (2001).